# اتحاد الديمقراطيين الأحرار
اتحاد الديمقراطيين الأحرار (بالمجرية: Szabad Demokraták Szövetsége)‏ هو حزب سياسي مجري، أسس في 13 نوفمبر 1988، وحل في 30 أكتوبر 2013، يقع مقره في بودابست.

## أعضاء بارزون
- كود سباركل
- تحديث القائمة

- أرباد كونز
- جيورجي كونراد
- بيلا كيرالي
- István Tarlós (1989 - 1994)
- Ferenc Török
- Miklós Haraszti
- إيفان دارفاس
- Gáspár Miklós Tamás
- Viktória Mohácsi
- Gábor Demszky